# Il Barone Rampante
Il Barone Rampante is een Italiaans autosportteam, dat werd opgericht door Giuseppe Cipriani in 1991. De naam van het team werd geïnspireerd door de oorspronkelijke Italiaanse titel van het boek De baron in de bomen van Italo Calvino.
In 1991 debuteerde het team in de Formule 3000 met Alessandro Zanardi en Giuseppe Bugatti als coureurs. Zanardi won direct de eerste race van het team op het ACI Vallelunga Circuit en won later ook de race op het Circuit Mugello en werd uiteindelijk tweede in het kampioenschap achter Christian Fittipaldi.
In 1992 reed het team met Andrea Montermini en Rubens Barrichello, alhoewel Montermini in de laatste vier races uitkwam voor Forti Corse en werd vervangen door Pedro Matos Chaves. Montermini won nog wel op het Circuit de Catalunya en werd met nog twee overwinningen voor Forti tweede in het kampioenschap, terwijl Barrichello met vier podiumplaatsen derde werd. Dat jaar werd tevens geprobeerd om een Formule 1-team op te zetten, wat zou dienen als zusterteam voor Benetton, maar dit plan kende geen succes.
In 1993 kende het team een moeilijker seizoen, waarbij Éric Angelvy, Jan Lammers en Vittorio Zoboli de auto's bestuurden. Alle coureurs vertrokken echter voortijdig bij het team, dat hierdoor het seizoen niet afmaakte.
In 2017 keert het team terug in de autosport, nadat Cipriani de inschrijving van het Durango Racing Team had overgenomen om deel te nemen aan de World Series Formule V8 3.5.